# Hackelboöns naturreservat
Hackelboö naturreservat ligger i Kinda kommun i Östergötlands län. Efter sjösänkningar är ön i själva verket en halvö som går ut i sjön Järnlunden. Området är lätt att besöka med bil via riksväg 34 eftersom det ligger en trafikrastplats i reservatet. Här finns gott om fikabord samt toaletter och informationstavlor. Från rastplatsen kan man via en spångad led ta sig ut på Hackelboö och gå en promenad genom fårhagen ut till vattnet. Här finns en naturlig badplats med fikabord och grillplats. Området är även populärt att besöka från vattnet, både med kanot/båt sommartid och med skridskor vintertid. Naturen är omväxlande på Hackelboö och det finns en fin flora i hagen där bland annat några exemplar av orkidéerna Adam och Eva växer.
I reservatet finns också en upplevelsevandring för barn, kallad "Naturagentens uppdrag". Den går ut på att man ska hitta bokstäver till ett lösenord genom att lösa fem olika uppdrag. Uppdragskort finns i trälådor på platsen att hämta, eller att ladda ner på Länsstyrelsens hemsida.
Hackelboö naturreservat förvaltas av Länsstyrelsen Östergötland.